# 帕拉卡斯文化
帕拉卡斯文化（英語：Paracas culture），以帕拉卡斯半岛为中心的文化，即今秘鲁南部伊卡大区附近，其年代约为公元前900—约公元400年。它的初期与查文文化关系密切，早期陶器制造拙劣，有时完成后加以彩绘。至中期（约公元1年—约公元400年）其制陶技术有所提高，出土有精美的刺绣织物和工艺品，织物的多彩图案揭示该文化与纳斯卡文化存在联系。
此文化採用「大豆符號」，亦即出現在織物和其他工藝品，形狀像豆子而排成直欄的區別性文字。此種文字缺少明顯的圖畫或圖形的要素，約有303個音值。聲符的文字體系可能解讀得了帕拉卡斯音節文字（例如：pa、ra、ca等的音節），包括單純的元音以及不少較為複雜的音節結構。相較於中美洲之圖畫字，聲符體系在南美洲興盛。借用聲符後來在安地斯山地相當盛行，影響了一系列相近的、通常以直欄呈現的文字。